# Esclavos cristianos, amos musulmanes
Eslavos cristianos, amos musulmanes (Christian Slaves, Muslim Masters: White Slavery in the Mediterranean, the Barbary Coast, and Italy, 1500–1800) es un libro de 2003 de Robert C. Davis, historiador británico especializado en la Edad Moderna en el Mediterráneo. Fue publicado por Palgrave Macmillan.
El libro aborda el tráfico de esclavos europeos (saqaliba) por parte de los poderes musulmanes de la Edad Moderna, como el mantenido por la piratería berberisca y el imperio otomano, un campo que había recibido previamente escasa atención en el mundo académico occidental comparado con el comercio atlántico de esclavos negros de las naciones europeas.

## Contenido
El libro aborda el comercio berberisco de esclavos, la costumbre de los berberiscos y los estados de Túnez, Argel, Trípoli y Marruecos de asaltar las costas cristianas para capturar esclavos entre su población local, que después serían traficados y vendidos en todo el mundo islámico, entroncando con el esclavitud en el Imperio otomano. Davis calcula que 1.250.000 europeos cayeron víctimas de estas razias, muy superior a lo que la historiografía había sostenido hasta entonces, y así mismo superior a la suma de los esclavos negros adquiridos por los europeos en la misma franja temporal abordada.

## Recepción
Rory Carroll de The Guardian escribió que los historiadores "agradecen cualquier intento de llenar el vacío de la poco conocida historia de los africanos que subyugaban a europeos" pero que discrepaban en la plausibilidad de las cifras presentadas. El historiador sefardí Ehud Toledano de la Universidad de Tel Aviv consideró el libro decepcionante para los interesados en perspectivas no europeas de la historia africana y mediterránea, aunque consideró que contenía "información interesante y olvidada", la cual debería abordarse en trabajos más exhaustivos. También echó en falta perspectivas otomanas y un intento de distinguir conversiones genuinas al Islam.
El medievalista Jarbel Rodriguez de la Universidad de San Francisco describe el libro como excelente, atractivo y que hace pensar, Su única queja fue que Davis fallaba en hacer distinciones entre cautivos y esclavos, que le pareció un mal menor.
The New American, medio conservador estadounidense, citó el libro como prueba de que los actos de reparación por la esclavitud en los Estados Unidos serían "estupideces aberrantes"
Alrededor de 2020, grupos de la derecha política pusieron el libro en el foco y contactaron con su autor, un hecho que se juzgó inusual en el ámbito académico. Davis, sin embargo, rechazó la idea de que la esclavitud berberisca empequeñezca el comercio europeo de esclavos negros, afirmando: "dos errores enormes no hacen un acierto".